# ريبروف سور كانتشي
ريبروف سور كانتشي (بالفرنسية: Rebreuve-sur-Canche)‏ هي بلدية تقع في إقليم باد كاليه من منطقة نور با دو كاليه في شمال فرنسا. تبلغ مساحة هذه المدينة 8.28 (كم²)، وترتفع عن سطح البحر 76 م، يبلغ عدد سكانها 218 نسمة حسب إحصاء المعهد الوطني للإحصاء والدراسات الاقتصادية سنة 2009 م. وترأس Daniel Bonnelle البلدية خلال فترة (2008-2014).